# Seo Bong-soo
Seo Bong-soo (Daejeon, 1º febbraio 1953) è un goista sudcoreano.

## Carriera
Diventato professionista nel 1970, nel 1986 divenne il quarto coreano di sempre a raggiungere il grado di 9 dan. Nel corso degli anni si è aggiudicato un numero relativamente ridotto di titoli a causa della presenza in Corea di Cho Hun-hyun. Seo infatti si è classificato per cinquantuno volte al secondo posto di un torneo alle spalle di Cho, diventando il suo più grande rivale per tutti gli anni '80 e inizio degli anni '90. Nel corso della loro carriera i due si sono affrontati oltre 350 volte in partite ufficiali, stabilendo un record. Insieme a Lee Chang-ho, Yoo Chang-hyuk e al già citato Cho Hun-hyun ha costituito quella che veniva definita la "Gang dei quattro", ovvero un gruppo di giocatori coreani che primeggiarono nella maggior parte dei tornei internazionali tra la fine degli anni '80 e l'inizio degli anni '90.
Una delle sue performance più ricordate è quella nella quinta SBS Cup, quando sconfisse tutta la squadra cinese.

## Titoli
| Nazionali          | Nazionali                       | Nazionali                                         |
| Torneo             | Vittorie                        | Finalista                                         |
| ------------------ | ------------------------------- | ------------------------------------------------- |
| Myungin            | 7 (1971–1974, 1976, 1978, 1983) | 8 (1977, 1979-1981, 1984, 1986, 1988, 1989)       |
| Gukgi              | 3 (1980, 1988, 1992)            | 9 (1976, 1977, 1980, 1982-1986, 1993)             |
| Wangwi             | 2 (1975, 1980)                  | 9 (1976, 1978, 1982, 1985-1987, 1989, 1990, 2000) |
| Guksu              | 2 (1986, 1987)                  | 8 (1980-1985, 1988, 1997)                         |
| Kiwang             | 2 (1983, 1988)                  | 10 (1981, 1982, 1984-1987, 1989-1992)             |
| KBS Cup            | 1 (1983)                        | 2 (1984, 1987)                                    |
| LG Refined Oil Cup | 1 (1999)                        |                                                   |
| Tong Yang Cup      | 1 (1991)                        |                                                   |
| Chaegowi           | 1 (1980)                        | 3 (1981, 1984, 1985)                              |
| Daewang            |                                 | 5 (1983, 1986, 1987, 1989, 1991)                  |
| Paewang            |                                 | 4 (1981, 1982, 1984, 1985)                        |
| Baccus Cup/Chunwon |                                 | 4 (1984, 1992, 1995, 1999)                        |
| Taewang            |                                 | 2 (1987, 1992)                                    |
| Coppa Daejoo       | 2 (2021, 2024)                  | 2 (2010, 2012)                                    |
| Totale             | 23                              | 66                                                |
| Internazionali     |                                 |                                                   |
| Ing Cup            | 1 (1992)                        |                                                   |
| Asian TV Cup       |                                 | 1 (1993)                                          |
| Totale             | 1                               | 1                                                 |
| Totale in carriera |                                 |                                                   |
| Totale             | 24                              | 67                                                |